# Bulcke-Finger
Der Bulcke-Finger ist eine markante, 700 m hohe und fingerförmige Felsnadel im südlichen Teil der Brabant-Insel im Palmer-Archipel vor der Westküste der Antarktischen Halbinsel. Er ragt aus den Westhängen des Mount Bulcke auf.
Die erste Sichtung und erste Fotografien geht auf Teilnehmer der Belgica-Expedition (1897–1899) unter der Leitung des belgischen Polarforschers Adrien de Gerlache de Gomery zurück. Luftaufnahmen, die 1959 der Kartierung der Formation dienten, entstanden zwischen 1956 und 1957 durch die Hunting Aerosurveys Ltd. Der Falkland Islands Dependencies Survey benannte ihn in Anlehnung an die Benennung des gleichnamigen Bergs. Dessen Namensgeber ist Auguste Bulcke aus Antwerpen, ein Sponsor der Belgica-Expedition.